# Křesťanské kulturní centrum Zlín
Křesťanské kulturní centrum ve Zlíně (KKC) je společným projektem sedmi zlínských církví, které se zde podílejí na různých kulturních a osvětových projektech.
Podle vlastního vyjádření organizátorů "jejich společnou touhou je být světlem, tedy pomocí na cestě každému, kdo hledá smysl života. KKC chce být místem, které nabízí inspiraci, povzbuzení a naději. Za tímto účelem jsme pro Vás připravili celou řadu pravidelných i příležitostných aktivit.
Ať už jste na své životní cestě kdekoliv, jste vítáni. Věříme totiž, že nejsme na tomto světě jen sami pro sebe."
Na projektu se účastní místní sbory a náboženské obce Apoštolské církve, Bratrské jednoty baptistů, Církve adventistů sedmého dne, Církve československé husitské, Českobratrské církve evangelické, Křesťanský sbor Zlín a Křesťanské společenství Zlín.
V centru se konají například modlitební setkání, přednášky, osvětové kursy (například Objevování křesťanství).
Projekt je podporován Statutárním městem Zlín.